# Incontrolable
Incontrolable — концертный альбом испанской группы Ska-P, выпущенный в 2002 году, содержит записи с концертов в Швейцарии, Италии и Франции. Альбом вышел также на DVD и включает в себя 13 треков.

## Список композиций
1. «Estampida»
2. «Gato Lopez»
3. «Niño Soldado»
4. «Planeta Eskoria»
5. «Mestizaje»
6. «Intifada»
7. «Vals Del Obrero»
8. «Mis Colegas»
9. «Vergüenza»
10. «Solamente Per Pensare»
11. «Romero El Madero»
12. «Welcome To Hell»
13. «A La Mierda»
14. «Kasposos»
15. «Paramilitar»
16. «Cannabis»